# Полесский (национальный парк)
Полесский (пол. Poleski Park Narodowy) — национальный парк на востоке Польши, в Люблинском воеводстве, в историческом регионе Полесье.
Парк был образован в 1990 году с площадью 48,13 км². В настоящее время площадь парка составляет 97,62 км², из которых лесами занято 47,8 км²; внутренними водами — 24,77 км² и прочими землями — 23,73 км². Полесский национальный парк и прилегающие районы образуют биосферный заповедник «Западное Полесье», признанный ЮНЕСКО в 2002 году. К парку также примыкает заповедник по украинскую сторону границы. Рамсарской конвенцией парк признан важным водно-болотным угодьем. Территория парка — равнинная, с многочисленными озёрами и торфяниками.
Фауна включает 21 вид рыб, 12 видов амфибий, 6 видов рептилий и 150 видов птиц. Из 35 видов млекопитающих можно упомянуть европейских лосей, выдр, обыкновенных бобров и летучих мышей.